# 石末宣圣庙
石末宣圣庙，又称文庙，位于山西省晋城市高平市石末乡石末村，祭祀孔子，创建于元大德八年（1304年），包括山门、正殿，以及两侧的妆楼、配殿、耳殿。其中正殿为元代遗构，面阔五间，进深六椽，悬山顶，典型的元代风格，殿顶黄绿琉璃脊饰。楹联“至圣无域泽天下，威德有范垂人间”，横批“万世师表”。山门二层为倒座戏台，面阔五间。东、西配殿面阔七间。庙内现存2通元碑，年代分别为大德八年（1304年）和泰定三年（1326年）。
2013年3月5日，石末宣圣庙公布为第七批全国重点文物保护单位。